# Andrea Ferrigato
Andrea Ferrigato (né le 1er septembre 1969 à Schio) est un coureur cycliste italien.

## Biographie
Professionnel de 1991 à 2005, ce puncheur a notamment remporté le Championnat de Zurich et la Leeds International Classic en 1996, terminant cette saison-là à la deuxième place de la Coupe du Monde, derrière le Belge Johan Museeuw.

## Palmarès

### Palmarès amateur
- 1989
  - Prologue du Tour de la Vallée d'Aoste (contre-la-montre par équipes)
- 1990
  - Giro del Casentino
  - Grand Prix de Poggiana
  - Astico-Brenta
  - Medaglia d'Oro Fiera di Sommacampagna
  - Trophée Mauro Pizzoli

### Palmarès professionnel
- 1991
  - Tour de la province de Reggio de Calabre
- 1992
  - 2e du Trofeo Laigueglia
  - 2e du Grand Prix de l'industrie et du commerce de Prato
- 1993
  - 2e du Critérium des Abruzzes
- 1994
  - 12e étape du Tour d'Italie
  - 3e du Grand Prix de l'industrie et de l'artisanat de Larciano
- 1995
  - Grand Prix de l'industrie et de l'artisanat de Larciano
  - 2e du Critérium des Abruzzes
  - 8e du Championnat de Zurich
- 1996
  - Championnat de Zurich
  - Tour de Romagne
  - Leeds International Classic
  - Grand Prix de Suisse
  - Trophée Matteotti
  - 2e de la Coupe du monde
  - 2e de la Coppa Bernocchi
  - 3e du Tour du Latium
  - 7e de Paris-Tours
  - 8e de la Classique de Saint-Sébastien
- 1997
  - Grand Prix de Plouay
  - 5e étape de Tirreno-Adriatico
  - 2e de la Rochester International Classic
  - 5e de Gand-Wevelgem
  - 9e de Milan-San Remo
- 1998
  - 8e du Grand Prix de Plouay
  - 10e de l'Amstel Gold Race
- 1999
  - Trophée Pantalica
  - Tour de Berne
  - 2e étape des Quatre Jours de Dunkerque
  - 2e du Trofeo Laigueglia
  - 3e du Tour de Vénétie
  - 3e du Trophée Melinda
- 2000
  - 2e du Grand Prix de Fourmies
- 2001
  - Classement général du Tour de l'Algarve
  - 2e du Giro Riviera Ligure Ponente
  - 8e de la Classique de Saint-Sébastien
- 2002
  - 2e étape de l'Étoile de Bessèges
  - 2e du Grand Prix de l'industrie et du commerce de Prato
  - 2e de la Coppa Sabatini
  - 2e de l'Étoile de Bessèges
  - 8e de la HEW Cyclassics
- 2003
  - 1re étape du Tour de Ligurie
  - Grand Prix Nobili Rubinetterie
  - 2e des Trois vallées varésines
  - 10e de la HEW Cyclassics

## Résultats sur les grands tours

### Tour de France
4 participations
- 1993 : non-partant (13e étape)
- 1995 : 54e
- 1996 : 46e
- 1998 : équipe Vitalicio non-partante (18e étape)

### Tour d'Italie
8 participations
- 1992 : 83e
- 1994 : 28e, vainqueur de la 12e étape
- 1995 : abandon (3e étape)
- 1997 : abandon (7e étape)
- 1998 : 64e
- 1999 : abandon (13e étape)
- 2000 : 95e
- 2004 : 84e